# 内乱の一世紀

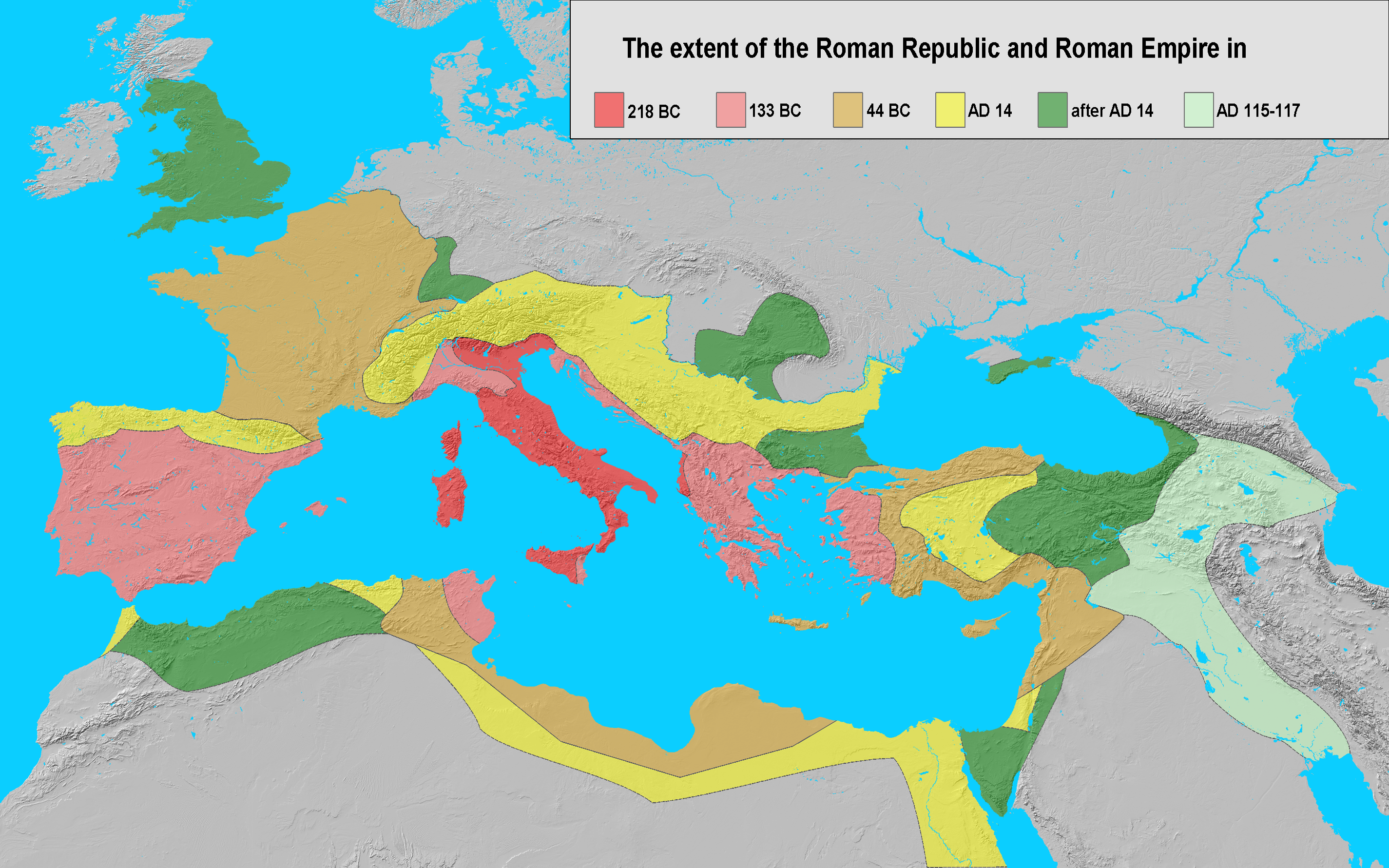
紀元前218年から紀元117年にかけてのローマの拡張

内乱の一世紀（ないらんの1せいき）とは、共和政ローマ後期における、紀元前133年のティベリウス・グラックスとローマ元老院（セナトゥス）の対立によるグラックスの死から、紀元前30年にオクタウィアヌスがプトレマイオス朝を滅ぼし地中海世界を統一するまでの、およそ100年をさす。英語などでは共和政ローマの危機（Crisis of the Roman Republic）と呼ばれる。
グラックス改革以降の激化する政争、同盟市戦争の結果としてのイタリア半島統合、3度の内乱、東方世界とガリアの併合、地方司令官の中央への介入など、帝政ローマへと向かう最終段階と言える

## 前史
「・・・人の住むかぎりほとんどの全世界が、いったいどのようにして、そしてどのような国家体制によって、わずか五三年にも満たない間に征服され、ローマというただひとつの覇権のもとに屈するにいたったのか、史上かつてないこの大事件の真相を知りたいと思わないような愚鈍な人、あるいは怠惰な人がいるだろうか。—ポリュビオス、『歴史』1.1.5-6（城江良和訳）

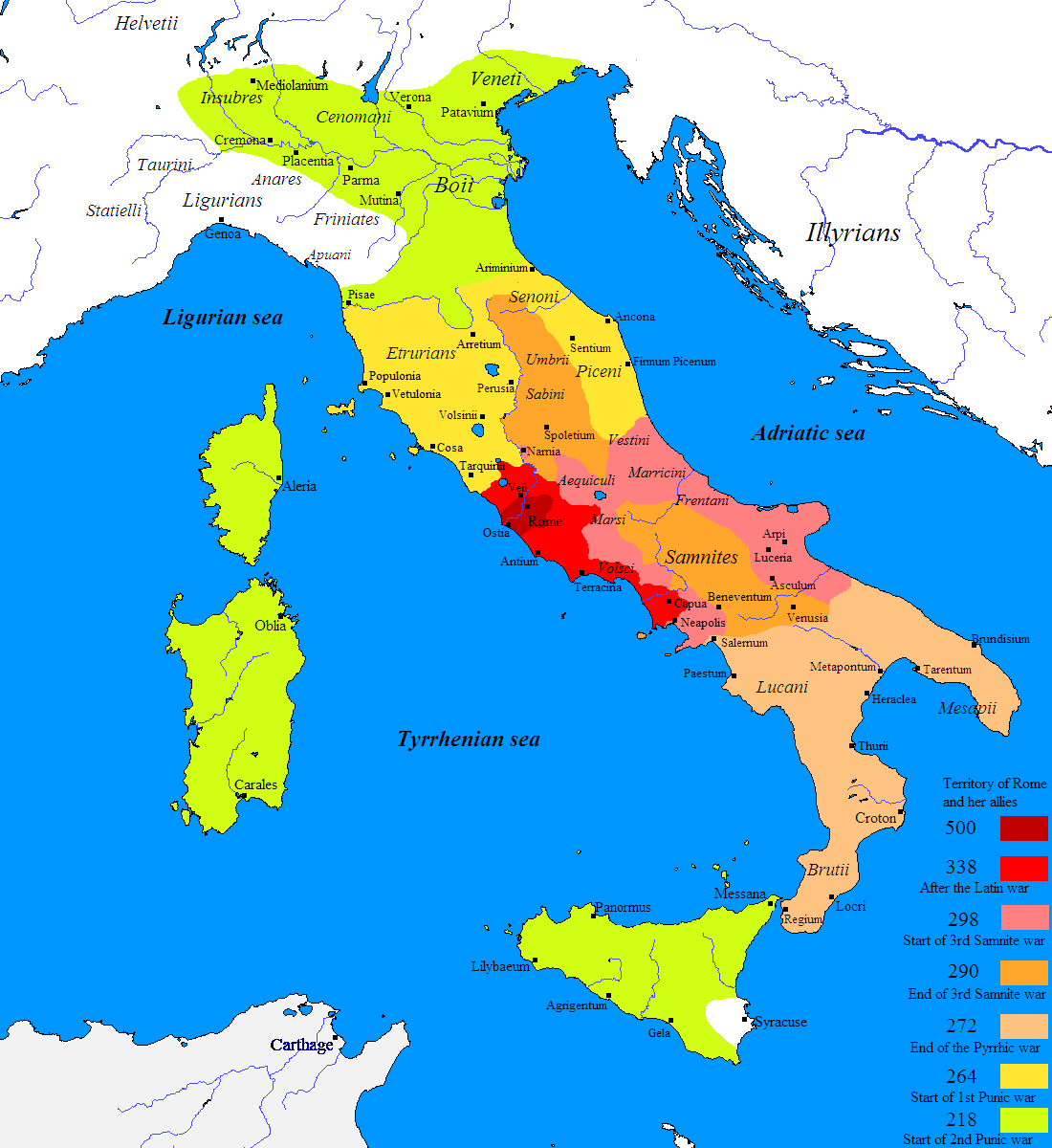
紀元前218年までのローマの拡張

ローマの起源は、ティベリス川の下流に定住していたラテン人が、紀元前8世紀から7世紀の間に、エトルリア人の影響で形成した都市国家の一つで（王政ローマ）、エトルリア系の王の支配下でラティウム同盟を従えるようになった。ローマは紀元前509年、このエトルリアの王を追放して貴族による共和政を始め、2名の執政官（コンスル）を指導者として、定員300名の元老院が大きな力を持っていた（共和政ローマ）。紀元前494年には護民官（トリブヌス・プレビス）の制度も整えられ、平民（プレプス）も政治に参加していった。

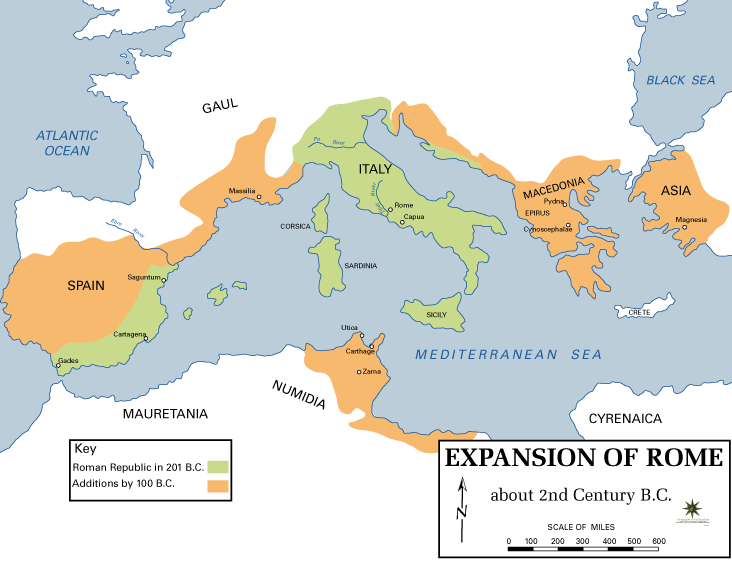
紀元前2世紀のローマの拡張

都市国家ローマは、ウェイイ併合、ラティウム戦争、サムニウム戦争を経て拡大した。共和政後期まで、ローマ市民はほとんどが農民であり、その耕地は2から多くても8ヘクタールである。彼らは同時に民兵として、兵役義務があった。元老院によって動員が決定されると、インペリウム（指揮権）を付与されたコンスルやプラエトル（法務官）によって徴兵されたが、装備は自弁であり、給料もなく、戦利品の分配がその代わりとされ、時代が下るにつれ、装備は支給されるようになったものの、カエサルの時代になってやっと、収入と言える給与が支払われるようになった。サムニウム戦争の結果、イタリア半島の諸都市国家を服従させた。
第一次ポエニ戦争（紀元前264年-241年）でカルタゴに勝利したローマは、更に勝利を重ねて紀元前167年には地中海全域に勢力圏を広げ、属州を保有するに至り、インペリウムを保持した司令官を派遣して支配した。しかし、インペリウムを悪用する司令官に搾取された属州民が、不当利得返還請求を行うようになり、最初は元老院がケースバイケースで対応していたが、紀元前149年にその問題を専門に扱う常設審問所が設置された。
紀元前139年にシチリア島で第一次奴隷戦争が起こると、紀元前133年から紀元前130年にかけてペルガモン王国の自称「王」アリストニコスがローマ支配に対し反乱を起こし、奴隷や貧農に呼びかけて拡大している。

## 展開

### グラックス改革
例えば、クラッスス、・・・わが国で最も雄弁であったのはティベリウス・センプローニウス（・グラックス）とガーイウス・センプローニウス（・グラックス）だと聞いたようにわたしは思うのだが、その彼らの父は、・・・国家の安寧を護る砦となったのである。それにひきかえ、・・・彼の息子たちは、父の賢慮のおかげで、あるいは祖父の武徳のおかげで、繁栄を極める国家を受け継いでおきながら、その国家を、君の言う国家のその輝かしい舵取りたる雄弁の力を借りて、微塵に粉砕してしまったのである。—キケロ、『弁論家について』1.38（大西英文訳）
伝統的には、ハンニバルを代表とする敵との度重なる戦争によって、中小農民は農地を手放し、ローマ市へ流入して無産階級（プロレタリイ）となり、ローマ軍団の構成員が減少して弱体化したが、逆に富裕層は戦争で得た富と奴隷を使って、ラティフンディウム（大土地所有制）を行っており、グラックス改革はこの土地を再分配して中小農民を救うことを目指したと説明され、紀元前133年は、これまでの問題が爆発した歴史上の画期とされる（ただし、考古学的には古くから矛盾が指摘されている）。
紀元前133年に護民官となったティベリウス・グラックス（グラックス兄）は、ローマの改革に着手するものの、元老院の反発に遭い暗殺され、紀元前123年には弟のガイウス・グラックスが護民官に就任して改革を再開するが、兄よりも急激な改革を目指したため、紀元前121年に反対派によって自殺、グラックス派は一掃され、様々な問題点が未解決のまま、「内乱の一世紀」が始まる。この前後から、昔のように護民官が民会を利用して混乱を起こすことが見られるようになる。

### マリウス時代
「さあ諸君、よく考えてみて欲しい。実行と言葉とはどちらが勝るのかを。彼らは私の新奇さを軽蔑する。私は彼らの怠慢を軽蔑する。私は偶然を攻撃され、彼らは恥ずべき振舞いを攻撃される。私は人の天性は一つであって万人に共通するものと考えるが、しかし最も勇敢な者こそが最も高貴だと考える。」—サッルスティウス、『ユグルタ戦争』85（栗田伸子訳）

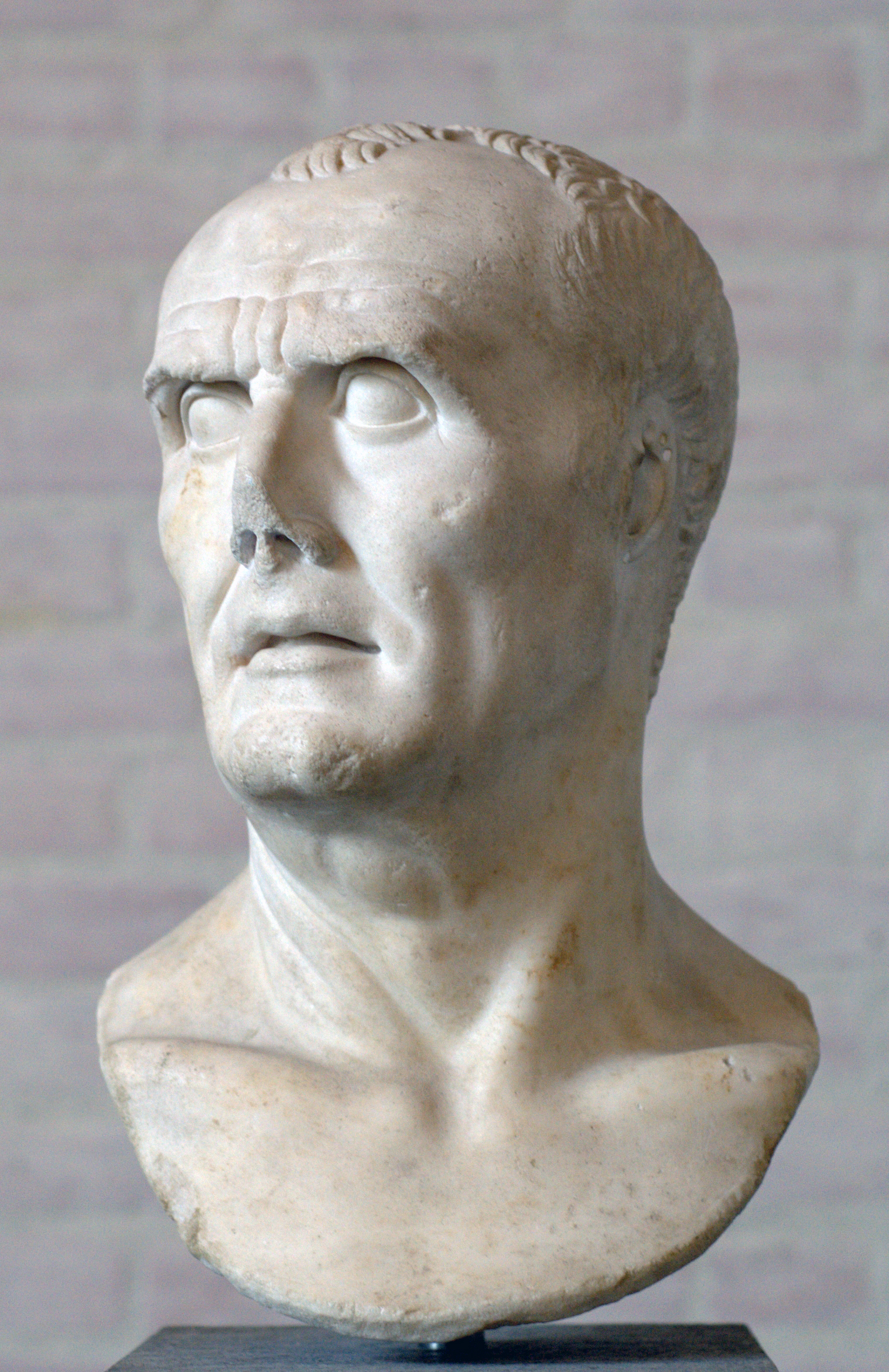
マリウス

ローマが拡大するにつれ、暖かい時期のみの動員から、ポエニ戦争によって海外へ出兵するようになり、紀元前2世紀のヒスパニア（スペイン）への出兵など、従軍が長期化し、自分の農地の面倒が見られないため市民が従軍を忌避するという問題が起こっていた。これに対し、地方出身のガイウス・マリウスは、従来の市民兵に加えて、無産階級も志望者を兵士に加えることで、ゲルマニアから南下して来たゲルマン人とのキンブリ・テウトニ戦争で勝利したが、市民兵と違って資産を持たない志願兵は、兵役を終えた後に帰る場所もなく、彼らに土地を与えてくれる指揮官に忠誠を誓い、セミプロ化した彼らの力を背景に、指揮官の力も増していった。
マリウスは、いわゆるノウス・ホモ（先祖に執政官級がいない家系）であり、カエキリウス・メテッルス家をバックにつけて出世し、北アフリカヌミディアのユグルタとの戦争に従軍していたが、そのメテッルスらノビレスの腐敗を民会で訴えるポピュリズム的手法で、紀元前107年に初めて執政官に当選、ユグルタ戦争の指揮を奪っており、ルキウス・コルネリウス・スッラがその配下のクァエストル（財務官）としてクルスス・ホノルム（名誉の階梯）を歩き出している。紀元前105年からのキンブリ・テウトニ戦争では、マリウスが紀元前104年から紀元前100年まで、第二次ポエニ戦争以来初めて執政官に連続当選して指揮した一方、その前104年にはシチリアで第二次奴隷戦争が起こっており、更に東地中海キリキアの海賊に対して、マルクス・アントニウスの祖父であるマルクス・アントニウス・オラトルが、それまで担当属州内に限られていたインペリウムとは違い、恐らく複数属州にまたがる異例のインペリウムを与えられている。
スッラはパトリキ（伝統的貴族）の中でも有名な、スキピオ・アフリカヌスと同じコルネリウス氏族ではあるが、長らく没落状態にある家の出身で、ユグルタ戦争で頭角を現したものの、落選も経験するなど決して順調なキャリアではなかった。マリウスとスッラは、恐らくキンブリ・テウトニ戦争中に袂を分かち、同盟市戦争の直前には完全に敵対するようになっていた。

### 同盟市戦争

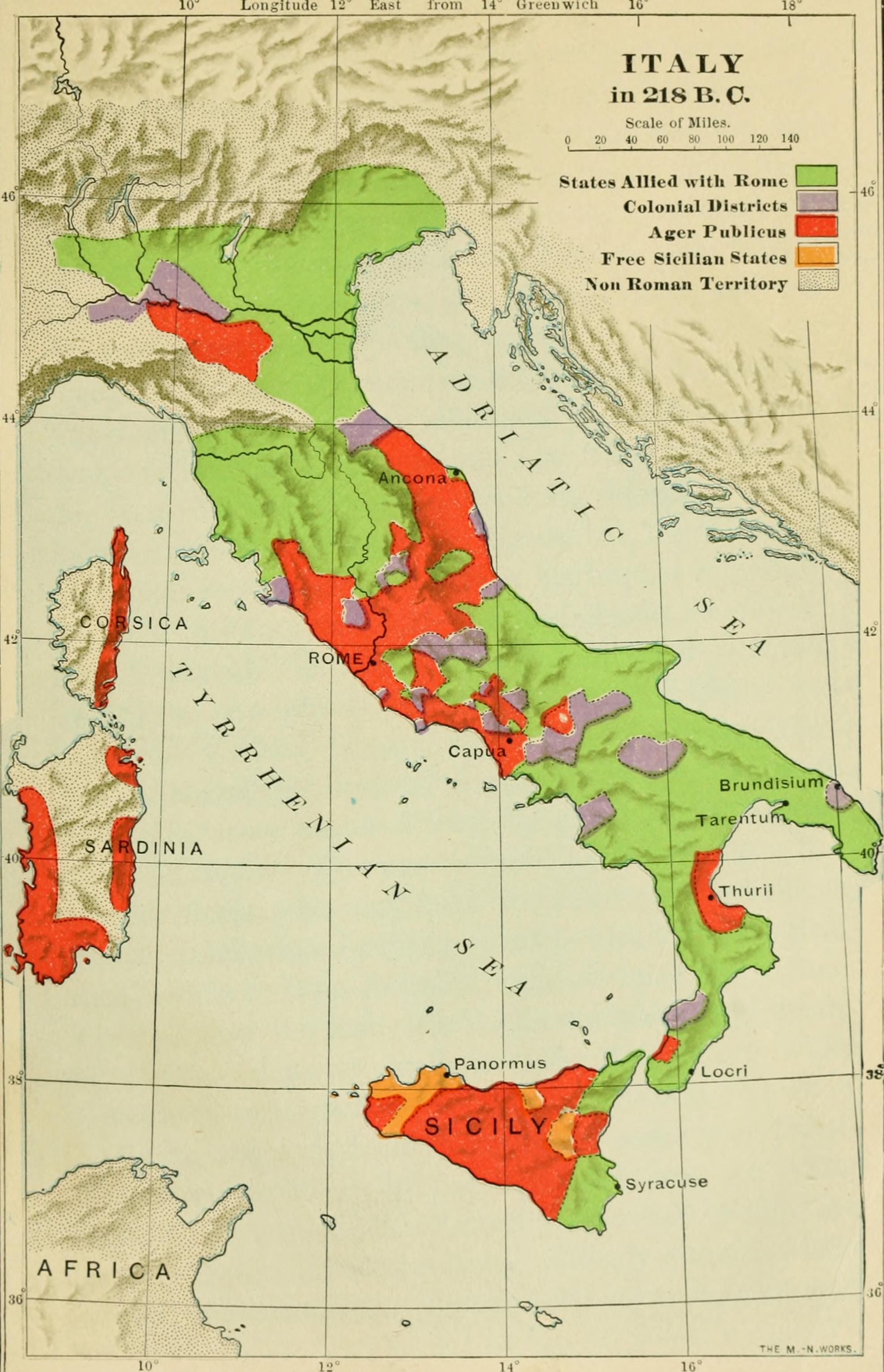
紀元前218年頃のローマ公有地（赤）、同盟市領（緑）、植民市領（グレー）

同盟市戦争は、紀元前91年に勃発したが、これによってイタリア全土がローマ化し、後のローマ帝国の基盤となり、またラテン語が共通語として広まったという意味で非常に重要である。
イタリアの同盟市は、過去にローマと戦い負けた都市群で、彼らは年貢を要求されることはなかったものの、ローマの一方的に決定した対外戦争に兵力を供出する義務を負い、獲得した領地を分割されることもなかった。彼らの兵力はローマのそれを上回り、それでいながら差別され、戦死者の数から使い捨てのように扱われていたと考えられる。彼らは不満を持っていたはずだが、ローマは同盟市の富裕層に公有地（アゲル・プブリクス）の利用を認めるなどして懐柔していたため、反乱にまでは至らなかった。
彼らが反発した最初のきっかけは、公有地を一方的に分配しようとしたティベリウス・グラックスの農地法で、更に弟ガイウス・グラックスの不当利得返還請求審問所に関する法によって、ローマのエクィテス（騎士階級）が集団として力を得、彼らの商売を脅かす存在となった。同盟市がローマの方針に対抗するためには、ローマ市民権が必要で、それがあれば彼らもエクィテスの一員として、ローマで一定の地位を得ることが出来るが、彼らに市民権を約束したマルクス・リウィウス・ドルスス (護民官)の失脚により、ローマにその気が無いことが明らかとなり、彼らは反乱を起こしたとされる。
同盟市戦争では、北部でマリウスが、南部でスッラが、それぞれ別の執政官の下で戦っている。同盟市の人口はローマに倍していたとする説もあり、ローマはすぐにルキウス・ユリウス・カエサル (紀元前90年の執政官)の「ユリウス法」によって妥協し、紀元前87年までにはポー川以南の全自由民にローマ市民権を付与したが、この時点をもってローマは都市国家から領土国家に変貌したとも解される。ただ、新しく市民となった同盟市民を、どのトリブス（選挙区）に登録するかという問題が残り、また退役兵に与える土地も、これまでとは違って同じ市民から奪うという形になりかねなかった。

### 前80年代の内乱
スッラは栄誉を勝ち取るために、あらゆる場面でマリウスの足跡を辿った。独裁官であっても、私人でしかないポンペイウスに頭を下げるだけに留まらず、椅子から立ち上がり、馬から下りさえしたのである。しかも、ポンペイウスがまだ18才に過ぎないとき、父親の側で私と共に戦ったのを思い出すと言い、民会の場でこれを進んで行ったのだ。—ウァレリウス・マクシムス、『有名言行録』5.2.9

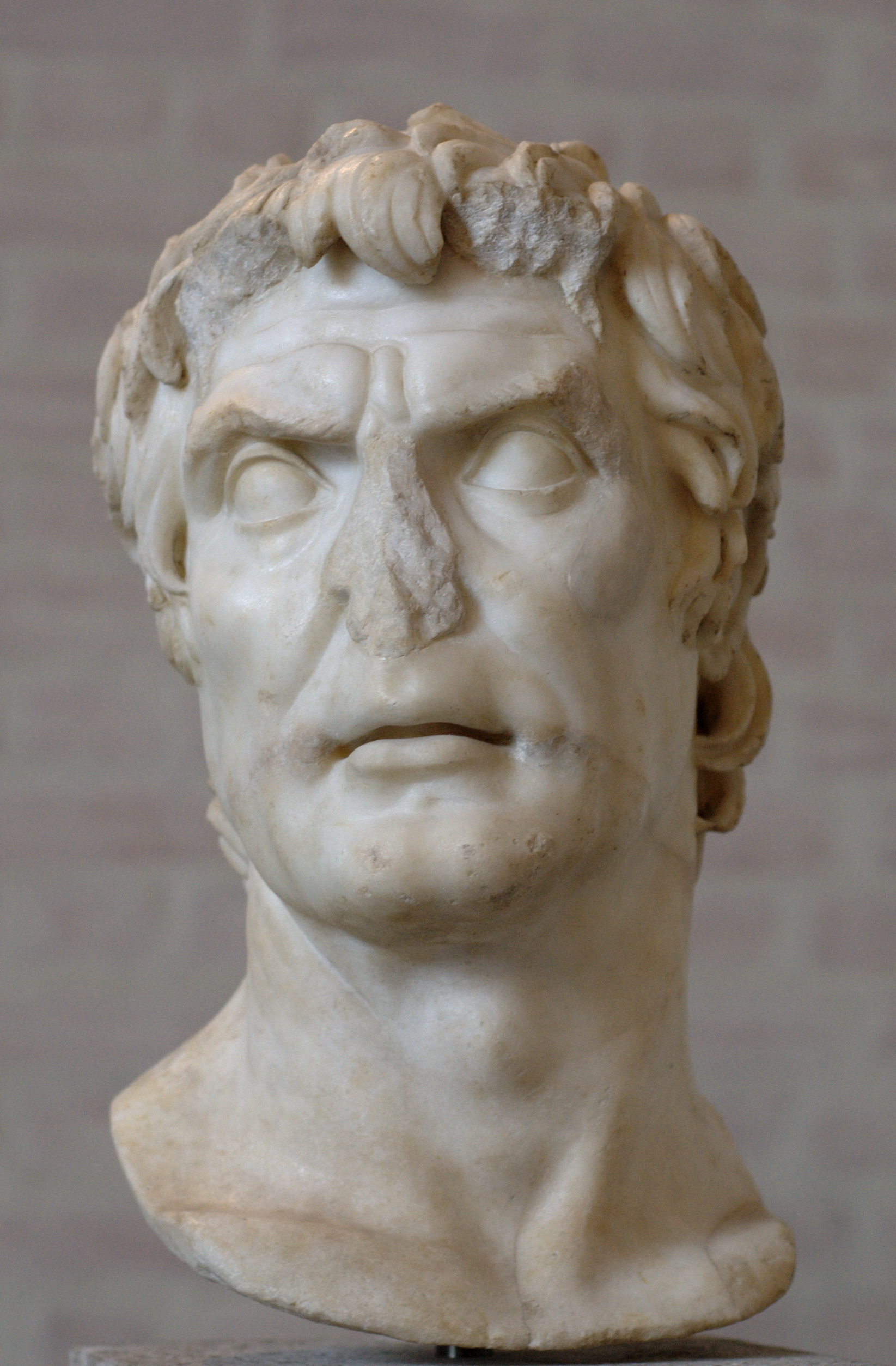
スッラ

紀元前88年から前82年にかけて起こった、ローマ初の内乱で、イタリア全土を舞台とし、一般的には「マリウスとスッラの内乱」とされるが、マリウスは内乱の冒頭で早々に退場し、その後幾人か指導者が替わっており、スッラ派としてグナエウス・ポンペイウスやマルクス・リキニウス・クラッススが台頭する。新市民となった都市群は、自分たちの将来をかけて、それぞれの判断で内乱に兵力を提供することになる。

#### スッラのローマ進軍
紀元前88年の執政官に当選したスッラは、小アシアの担当となり、ポントス王ミトリダテス6世との戦争のインペリウムを付与されたが、護民官のプブリウス・スルピキウス・ルフスがインペリウムをマリウスに移す法案を提出した。スルピキウスは問題となっていた新市民のトリブス登録を巡って騒乱を起こし、スッラら両執政官がローマ市から抜け出す事態となっており、スッラはインペリウム法案のことを知ると、同盟市戦争後も抵抗を続けるノラを包囲していた軍団を率いてローマ市へ進軍、占拠するという、ローマ史上初の軍事クーデターを起こした。
ローマ市を占拠したスッラは、スルキピウスやマリウスを「公敵（ホスティス）」と宣言し、執政官選挙を行い、同じ氏族のルキウス・コルネリウス・キンナらが選出されると第一次ミトリダテス戦争へ向かったが、一方マリウスは北アフリカへ亡命した。

#### キンナ時代
スッラ不在の紀元前87年、キンナは新市民トリブス登録問題を巡って、同僚執政官と対立し解任され、ローマ市を脱出、新市民となった近隣都市を回り支援を集め、ノラ攻囲軍を掌握した。マリウスはこれに呼応してエトルリアに舞い戻り、兵を集めてキンナと合流、総勢18万とも言われる軍勢と共にローマ市へ進軍、占拠した。
キンナはミトリダテスと戦うスッラを逆に公敵と宣言し、マリウスはスッラ派を粛清して回ったがすぐに病没、キンナは新市民を既存トリブスに登録し、紀元前86年にはケンスス（国勢調査）が行われるなど、数年の平和が訪れた。

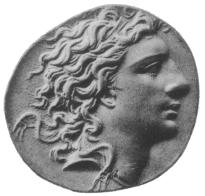
ミトリダテス6世を表した硬貨

イタリアでの出来事を知ったスッラは、紀元前85年にミトリダテスと和平を結ぶと（ダルダノスの和約）、元老院に戦争結果を報告し、元老院側もスッラとの交渉を図ったが、キンナと同僚執政官のグナエウス・パピリウス・カルボ (紀元前85年の執政官)は、イタリア全土から兵を募集してスッラの帰還に備えた。翌紀元前84年、キンナは冬のアドリア海渡航を命じ、それに反発した兵士に殺害され、残されたカルボが迎撃準備を続けた。地元に引きこもっていたポンペイウスのところにも、カルボからの使者が来たが、彼はそれを無視して独自に3個軍団を召集した。

#### スッラの帰還
そのとき彼は護衛兵をつけてほしいと要求したのだが、それは道中、敵方の地を過ぎるからであった。スㇽラは怒ってクラッススに向かって激しく言った。「お前には父親や兄弟や友人や親族を護衛につけてある。私は不法にこれらの人たちを殺めた下手人たちを攻めているのだ」と。そういわれて感ずるところがあり、発憤してすぐに出発した。そして・・・戦闘においてもスㇽラのために進んで身を捧げるのであった。—プルタルコス、『対比列伝』クラッスス、6（伊藤貞夫訳）
紀元前83年、スッラは無抵抗で南イタリアに上陸した。スッラ側には、ポンペイウスやクラッススらが駆けつけ、カルボ側は、その年の両執政官やガイウスの息子小マリウスらの大軍で迎え撃ったが、スッラは元同盟市の新市民の罪を問わないと宣伝し、切り崩しにかかった。スッラは執政官の一人に勝利して、あるいは故郷へ帰ろうかという兵士たちの士気を高め、もう一人の執政官とは交渉の場を持ち、その隙に彼の指揮する軍団を掌握してしまい、北部でポンペイウスが敗れたものの、双方共に徴兵に努めて勝負を翌年に持ち越した。
紀元前82年、スッラは小マリウスに勝利し、ローマ市へと進軍したが、小マリウスの命令でクィントゥス・ムキウス・スカエウォラ (紀元前95年の執政官)ら、スッラ派長老議員が殺害されており、スッラはカルボや小マリウスらを公敵宣言し、小マリウスの立て籠もるプラエネステを包囲すると、北方のガリア・キサルピナを抑えてカルボをアフリカへ亡命させ、ポンペイウスやクラッススの活躍もあって、ついに小マリウスを処刑し内乱を終結させた。この6年にわたる内戦でローマの犠牲者は数万人におよんだ。

### スッラ体制
「・・・我々の記憶によると、国家の不幸によって栄えていたダマシップスと、彼と同種の他の者たちが殺されるように、と勝利者スッラが命じた時、彼（＝スッラ）の行為を誰が賞賛していなかっただろうか。・・・しかし、このことが、大きな災いの端緒であった。なぜなら、誰か（他の人）の邸宅や別荘を、果ては食器や衣服までをも熱望していた人は皆、その人（＝持ち主）が非没収者たちの数の内にあるようにと尽力していたからである。」—サッルスティウス、『カティリーナの陰謀』51.31-32、カエサルの演説より（合阪・鷲田訳）
内乱に勝利したスッラは、紀元前82年中に、伝統的な手法ではなく立法による選出によって、通常半年の任期がない、「法の制定と国家再建のための独裁官」という、異例の大権を帯びた独裁官に就任した。元老院の定員を600名に増員したほか、その権限を強化し、軍制の改革を断行するいっぽうで反対派を大規模に粛清した。

### 第一回三頭政治とカエサル

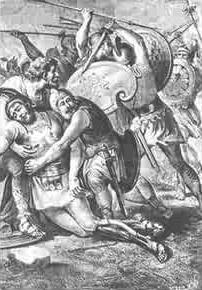
第三次奴隷戦争

動乱の時期を経て、ローマは次第に元老院支配体制から有力な個人による統治へと性質を変化させていった。
スッラの死後、ローマは紀元前73年から紀元前71年にかけて剣奴スパルタクスの第三次奴隷戦争が起こったが、それを鎮圧したローマ屈指の大富豪のマルクス・リキニウス・クラッスス、第三次ミトリダテス戦争でミトリダテス6世を自殺に追いこみ、紀元前63年にセレウコス朝を滅ぼしてシリアとパレスチナを平定したグナエウス・ポンペイウス、そしてマリウスの義理の甥として民衆にアピールしていたガイウス・ユリウス・カエサルが台頭していた。

元老院議場でカティリナを弾劾するキケロ（19世紀マッカリによるフレスコ画）

紀元前63年にはルキウス・セルギウス・カティリナによる国家転覆計画が発覚したが、執政官マルクス・トゥッリウス・キケロは小カトの助力を得て首謀者を死刑とする判断を下して元老院より「祖国の父」（pater patriae）の称号を得ている。一方元老院は有力者であるポンペイウス、カエサル、クラッススの活動を抑えようとしたため、紀元前60年、3人は互いに密約を結んで国政を分担する第一回三頭政治が実現した。
紀元前60年にはポンペイウスとクラッススが、紀元前59年にはカエサルが執政官となり、ポンペイウスはヒスパニア、クラッススはシリア、カエサルは未平定のガリアの特別軍令権を得て、それぞれを勢力圏とした。ポンペイウスは東方で戦った自分の兵士への土地分配をおこなった。クラッススはパルティアとの戦争を受けもったが、紀元前53年のカルラエの戦いに破れてカルラエで戦死し、その首級はオロデス2世のもとに送られた。紀元前58年から紀元前51年にかけてのガリア戦争の成功によって名声を挙げたカエサルには、ガリア統治権がゆだねられた。

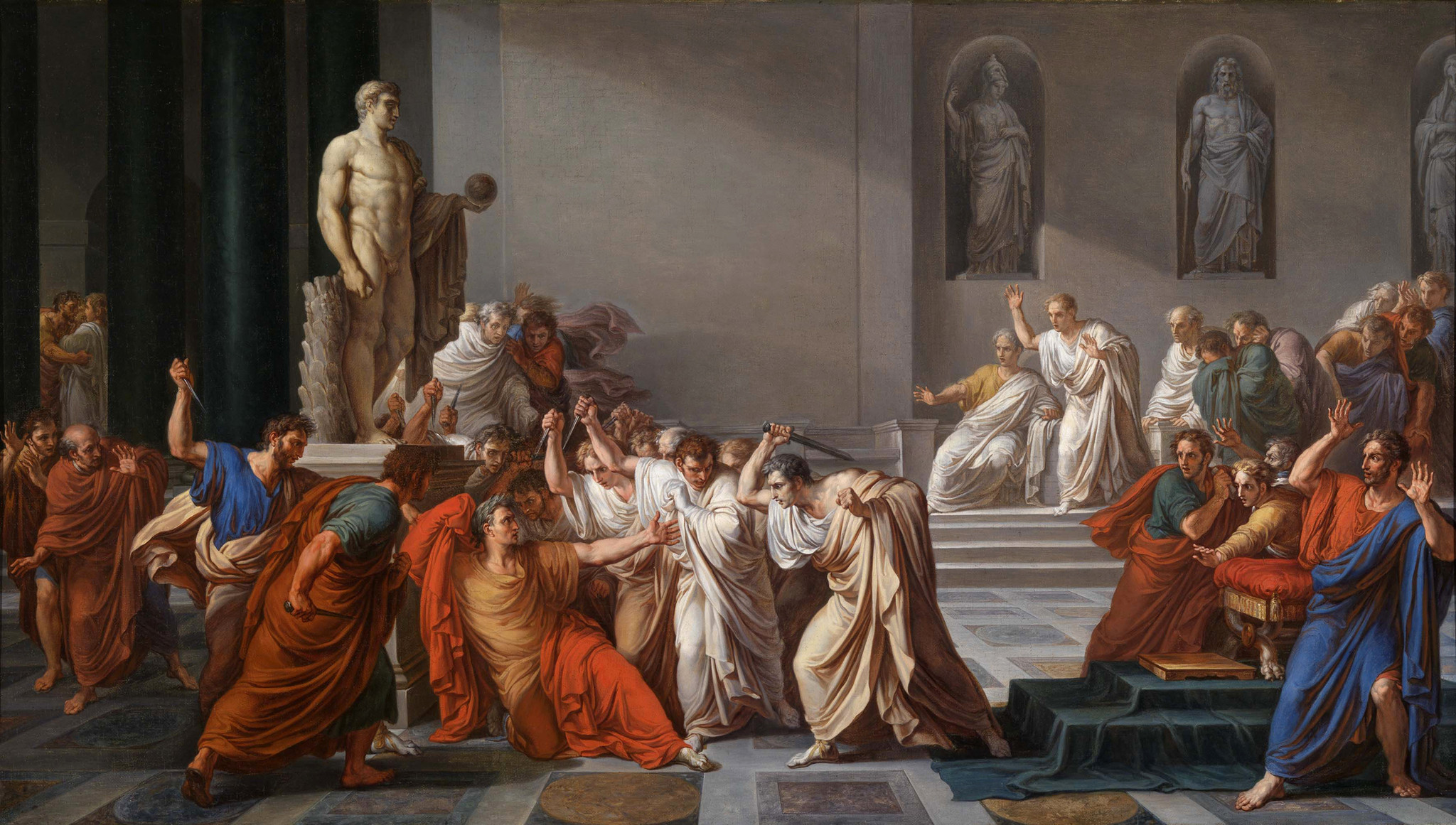
カエサルの暗殺

クラッススの死後、カエサルの台頭を危険視したポンペイウスは、それまで対立していた元老院と妥協し、ポンペイウスとカエサルは完全に対立するようになった。元老院はポンペイウスと結んでカエサルを「公敵」であると宣言、それに対しカエサルは紀元前49年、ルビコン川をわたってローマを占領、内戦が始まった。ファルサルスの戦いを経た後、エジプトに逃れたポンペイウスはプトレマイオス13世の側近により殺害された。
ポンペイウスを追ってエジプトに着いたカエサルはクレオパトラ7世をプトレマイオス朝の王位につけて、圧倒的な民衆の支持を背景にローマの権力を一手に収めると紀元前46年に終身独裁官となり、属州の徴税請負人の廃止、無産市民の新植民地市の建設、ユリウス暦の制定など急進的な政治改革を推進した。大がかりなモニュメントがつくられ、イベントも開催された。
しかし、こうした大胆な改革と専制的な独裁は元老院を中心とする国内の共和派の反感を買い、紀元前44年、反対派の元老院議員達によって暗殺された。

### 第二回三頭政治と帝政のはじまり
カエサルの大甥にあたり、事後を託されたガイウス・オクタウィウス・トゥリヌスは、カエサルの腹心であったマルクス・アントニウス、カエサルの副官で最高神祇官のマルクス・アエミリウス・レピドゥスの助けを借りて反カエサル派の元老院議員を一掃した。3人は「国家再建三人委員会」を市民集会によって認定させて正式な公職として発足させた（第二回三頭政治）。

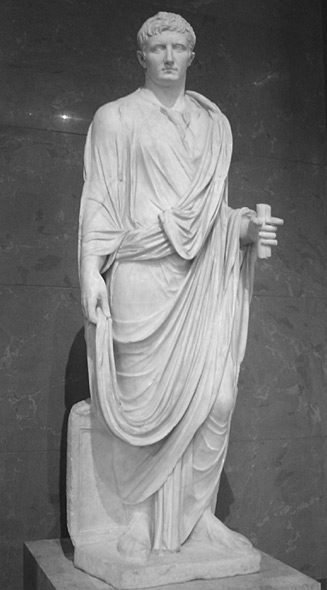
「アウグストゥス」の称号を得たオクタウィアヌス（大理石製）

しかし、紀元前42年のフィリッピの戦いなどにより、長年の政敵キケロや、カエサル暗殺の首謀者ブルトゥス、カッシウスなどの共和派の巨頭が一掃されると、アントニウスとオクタウィアヌスのあいだで主導権をめぐって対立が深まった。紀元前40年にはブリンディシ協定が結ばれ、ローマの勢力範囲を三分することになり、この時アントニウスはヘレニズム世界、オクタウィアヌスは西方全域、レピドゥスはエジプトを除くアフリカ全域の統治を任されている。紀元前36年、シチリアで最後の反カエサル派でポンペイウスの次男セクストゥス・ポンペイウスとオクタウィアヌスとの戦いがあった後、レピドゥスはオクタウィアヌスの打倒を図って失敗、同年失脚した。
アントニウスとオクタウィアヌスの対立は、再び内戦へと発展した。オクタウィアヌスは、エジプトの女王クレオパトラ7世と組んだアントニウスを紀元前31年アクティウムの海戦で撃ち破り、翌紀元前30年にはアントニウスが自殺して「内乱の一世紀」とよばれた長年にわたるローマの混乱を収拾した。一方、300年つづいたプトレマイオス朝エジプトが滅亡、ローマに併合されて地中海世界の統一をも果たした。
オクタウィアヌスは戦争後の処理がすむと、非常時のためにゆだねられていた大権を国家に返還する姿勢を示したが、紀元前27年、救国の英雄となったオクタウィアヌスは元老院より「アウグストゥス（尊厳なる者）」という神聖な称号を受けた。自らは「プリンケプス」（第一市民）を名のったものの、事実上は最初の「皇帝」となり、カエサルの諸改革を引き継いでいくこととなった。帝政ローマのはじまりである。

## 結果
慎重なオクタウィアヌスは、すでに政敵がいないにもかかわらず、一度権力を返還し、元老院によって再び譲渡されるという形式をとり、「インペラトル・カエサル・アウグストゥス（Imperator Caesar Augustus）」の称号を許された。オクタウィアヌスは共和政の伝統のもとに合法的な個人支配を確立したのである。ここではじまった帝政ローマ前期の政治体制は元首政と呼ばれる。オクタウィアヌスは、内乱後の秩序の回復に努め、ローマ市を整備して属州統治に尽力したほか、「市民は戦士である」という原則を復活させた。これにより「ローマの平和」という繁栄と安定の時代がもたらされるのである。

## ポプラレスとオプティマテス
「内乱の一世紀」はポプラレス（民衆派）とオプティマテス（閥族派）という対立の図式を基本として説明されてきた。
ポプラレス（populares）は、民会を自らの政治基盤とし、古代ローマ社会唯一の権力集合組織であった元老院の政治力に立ち向かおうとした勢力である。グラックス兄弟、マリウス、クラッスス、ポンペイウス、カエサル、そしてカエサル配下のオクタウィアヌス、レピドゥス、アントニウスがいる。ポプラレスたちの支持基盤は民会および市民集会にあり、プレブス達の歓心を買うため、自由ではあるが貧しい市民の社会保障や雇用に力を入れ、とくに無料でパンを配布するなど救貧活動を展開することが多かった。このほか、既存勢力に敵対したポプラレスはローマ市民権の拡大や軍団の私兵化によって自らの勢力の増強を図った。市民権の拡大は増加した新市民を自らの勢力とすることが期待でき、また私兵化した軍団は自身の政治目的実現のための実力となりえた。ローマ市民権を持つ自由民には人気が高かったが、既存勢力である元老院とは対立し、しばしば対抗権力として護民官の制度を活用した。カエサル暗殺後はポプラレス同士であるオクタウィアヌスとアントニウスの権力闘争となった。
オプティマテス（optimates）とは、こうしたポプラレスに対抗した人々をさした。元老院は「父祖の遺風」と呼ばれる伝統的保守的傾向の強いローマの政治風土のもと強い影響力を保持していた。既得権を有したノビレスを中心にポプラレスへの反対者は多く、これらの人びとは従来のローマの伝統の維持を求めた。したがって、軍の私兵化や元老院を凌駕する政治力を身につけようとする個人の台頭を警戒した。スッラやキケロが代表者である。
「内乱の一世紀」は、グラックス兄弟の改革の挫折より始まってオクタウィアヌスによる帝政開始で終わりを告げた。見方を変えれば、これは、ポプラレスによる元老院およびオプティマテスに対する挑戦と最終的な勝利への過程ととらえることも可能である。ただし、オクタウィアヌスの慧眼と周到さはこの内乱の性質と経緯をよく見定めていた。みずからへの権力集中が、決して君主政への逆行ではないことを行動であらわし、オプティマテスに属する人びとの不安と懸念をやわらげる配慮を示したのである。